# La sapienza e la validità
La sapienza e la validità è un album di Andrea Poltronieri di tipo studio.
È composto da 22 brani musicali, alcuni parodie di altre canzoni famose (indicate tra le parentesi), altri creati direttamente da Poltronieri, altre ancora di tipo strumentale.

## Tracce
| #   | Titolo della canzone      | Titolo della canzone originale | Artista della canzone originale | Durata | Particolarità |
| --- | ------------------------- | ------------------------------ | ------------------------------- | ------ | ------------- |
| 1.  | Introrobot                | -                              | -                               | 1:05   | -             |
| 2.  | Qualcosa di grande        | Qualcosa di grande             | Lùnapop                         | 4:38   | -             |
| 3.  | Cellulite                 | Angelo                         | Prozac+                         | 2:28   | -             |
| 4.  | Cazzarola                 | (battute dei personaggi)       | South Park                      | 2:14   | -             |
| 5.  | Raggio di sole            | Un raggio di sole              | Jovanotti                       | 2:22   | -             |
| 6.  | Bepi                      | Happy                          | Alexia                          | 1:56   | -             |
| 7.  | Ragazza d'Argenta         | Ragazza d'argento              | Michele Zarrillo                | 2:44   | -             |
| 8.  | A son al bongo            | Bongo Bong                     | Manu Chao                       | 2:38   | -             |
| 9.  | Wonderbra                 | Wonderwall                     | Oasis                           | 1:47   | -             |
| 10. | Ti pende                  | Dipende                        | Jarabe de Palo                  | 2:03   | -             |
| 11. | Al cagnin sul divan       | The rhythm divine              | Enrique Iglesias                | 1:55   | -             |
| 12. | La vacca                  | La flaca                       | Jarabe de Palo                  | 2:43   | -             |
| 13. | La petola dell'amico      | La regola dell'amico           | 883                             | 1:32   | -             |
| 14. | Una vita sul divano       | Una vita da mediano            | Ligabue                         | 3:48   | -             |
| 15. | Tir [2]                   | -                              | -                               | 1:52   | -             |
| 16. | Calling you               | Calling you                    | Jevetta Steele                  | 2:23   | strumentale   |
| 17. | Am tira brisa l'oca       | Livin' la vida loca            | Ricky Martin                    | 1:31   | -             |
| 18. | Vivere il mio tempo       | Vivere il mio tempo            | Litfiba                         | 2:11   | -             |
| 19. | Bucaneve e crumiri        | Gechi e vampiri                | Gerardina Trovato               | 1:39   | -             |
| 20. | Califfo de lux            | 50 Special                     | Lùnapop                         | 3:25   | -             |
| 21. | The final                 | -                              | -                               | 0:54   | -             |
| 22. | Gino lavora al Famila [2] | Rivers of Babylon              | Boney M                         | 2:19   | -             |